# Eddie Martin (Boxer)
Eddie Martin (eigentlich Eduardo Vittorio Martino; * 26. Februar 1903 in Brooklyn; † 27. August 1968) war ein US-amerikanischer Boxer im Bantamgewicht.

## Profikarriere
Im Jahre 1921 begann Martin seine Karriere, die 81 Siege (bei 29 k.o.s), 12 Niederlagen und 4 Unentschieden umfassen sollte. Am 19. Dezember 1924 boxte er gegen Abe Golstein sowohl um die universelle als auch um die NYSAC-Weltmeisterschaft und siegte durch geteilte Punktentscheidung. Beide Titel verlor er im März des darauffolgenden Jahres gegen Charlie Phil Rosenberg nach Punkten. Im Juli 1928 verlor Martin einen fünfmal wegen schlechten Wetters verschobenen Kampf vor 20.000 Zuschauern im Ebbets Field um den Juniortitel im Leichtgewicht gegen Tod Morgan.
Im Jahre 1932 beendete „Cannonball“ seine Karriere.